# Ромни (Западна Вирџинија)
Ромни (енгл. Romney) град је у америчкој савезној држави Западна Вирџинија.

## Демографија
По попису из 2010. године број становника је 1.848, што је 92 (-4,7%) становника мање него 2000. године.
| Група             | 2000.         | 2010.         |
| Белци             | 1.872 (96,5%) | 1.756 (95,0%) |
| Афроамериканци    | 37 (1,9%)     | 50 (2,7%)     |
| Азијати           | 10 (0,5%)     | 2 (0,1%)      |
| Хиспаноамериканци | 13 (0,7%)     | 26 (1,4%)     |
| Укупно            | 1.940         | 1.848         |